# Folsomina
Genre
Folsomina est un genre de collemboles de la famille des Isotomidae.

## Liste des espèces
Selon Checklist of the Collembola of the World (version du 5 septembre 2019) :
- Folsomina infelicia Greenslade, 1999
- Folsomina lawrencei Greenslade, 1999
- Folsomina onychiurina Denis, 1931
- Folsomina wuyanensis Zhao & Tamura, 1992
- Folsomina yongxingensis Chen, 1987

## Publications originales
- Denis, 1931 : Collemboles de Costa Rica avec une contribution au species de l’orde. Contributio alla conoscenza del “Microgenton” di Costa Rica, II. Bollettino del Laboratorio di zoologia generale e agraria del R. Istituto superiore agrario in Portici, vol. 25, p. 69-170.